# Нова Силата
Нова Силата (грч. Νέα Σίλατα, Неа Силата) је насељено место у општини Нова Пропонтида у периферији Средишња Македонија, Грчка. Према попису из 2021. године било је 793 становника.
Према бугарском географу и историчару, Василу Канчову, у Новој Силати је 1900. године живело 100 Грка. Давдесетих година 20. века насељено је 84 грчких избегличких породица, укупно 284 особе. На попису из 1928. године Нова Силата је имала 485 становника. Село се раније звало Карвија.